# Capilla de la Santa Cruz (São Paulo)
La Capilla de Santa Cruz (en portugués: Capela de Santa Cruz) fue creada en 1895 en el Alto de Santana, zona norte de la ciudad de São Paulo, Brasil. La comunidad Santa Cruz pertenece al sector Santana de la Arquidiocésis de São Paulo y a la Parroquia de Nuestra Señora de la Salette. En el siglo XIX la capilla fue separada de la Parroquia de Santa Efigenia y se tornó el centro provisional de Santana. Importantes personalidades del barrio de Santana ayudaron en su construcción fue el caso de la Familia Baruel y de Pedro Doll, propietarios de tierras de la zona norte.